# Hárs (faanyag)
A hárs lágy lombos faanyag. Magyarországon legelterjedtebb a kislevelű hárs (Tilia cordata), faanyagként leginkább ezt hasznosítják. A szintén őshonos nagylevelű hárs (Tilia platyphyllos) és ezüst hárs (Tilia argentea) faanyaga kinézetében, tulajdonságaiban alig különböztethető meg a kislevelű hársétól, a felhasználásban nem tesznek különbséget közöttük.

## Az élő fa
A kislevelű hárs európai flóraelem. Domb- és hegyvidéki faj. Az éghajlati szélsőségeket a nagylevelű hársnál jobban elviseli, annál igénytelenebb másod- vagy elsőrendű fa. Mély, üde talajon fejlődik legjobban, de gyengébb talajokhoz is képes alkalmazkodni. A késői fagyokra nem érzékeny. A talaj savanyúságára nem kényes. Árnytűrő.
Magassága 25–40 m  körüli. Kérge fiatalon sima és zöldesbarna, néhol paraszemölcsökkel; idősebb korban hálószerűen repedezett. Kéregvastagsága 1–3 cm.

## A faanyag
Szíjácsa és gesztje egyformán gyengén vöröses fehér színű. Az évgyűrűhatárok fehér-sárga színű vonalakként jelentkeznek. Szórt likacsú fa, edényei aprók, szemmel nem láthatóak. Bélsugarai a keresztmetszeten csak nagyítóval látszanak.

## Felhasználása
SzárításKönnyen, problémamentesen szárítható.
MegmunkálásMinden eljárással jól megmunkálható. Gőzölve hajlítható. Gőzölés után enyhén foltos lesz.
RögzítésKönnyen, jól szegezhető, csavarozható. Minden ragasztási technológiával jól ragasztható.
FelületkezelésEgyenletes, tömör szerkezetéből következőleg jól csiszolható, jól pácolható, jól lakkozható. Idővel sötétedik.
TartósságCsak belső térben tartós. Élettartama szabadban kb.20 év, állandóan nedvességben kb. 20 év, állandóan szárazon kb. 500 év. Közel 1000 éves hársfa faragványok, templomi szentszobrok is fennmaradtak.
Esztergályosmunkák, fafaragás, fametszet, faszobrászat kedvelt anyaga. A bútorgyártásban elsősorban vakfaként van szerepe. Furnér, rétegelt lemez, facipő, láda készülhet még belőle. A cellulózgyártásban, fagyapotként is hasznosítják. Vesszejét kosárfonáshoz használják, rajzszenet égetnek belőle. Kérgéből kötelet fonnak.